# Кодень
Ко́день (пол. Kodeń) — село в Польщі, у однойменній гміні Більського повіту Люблінського воєводства. Розташоване в долині Західного Бугу в районі гирла річки Каламанка. Село є центром гміни Кодень. Населення — 1776 осіб (2011).

## Історія

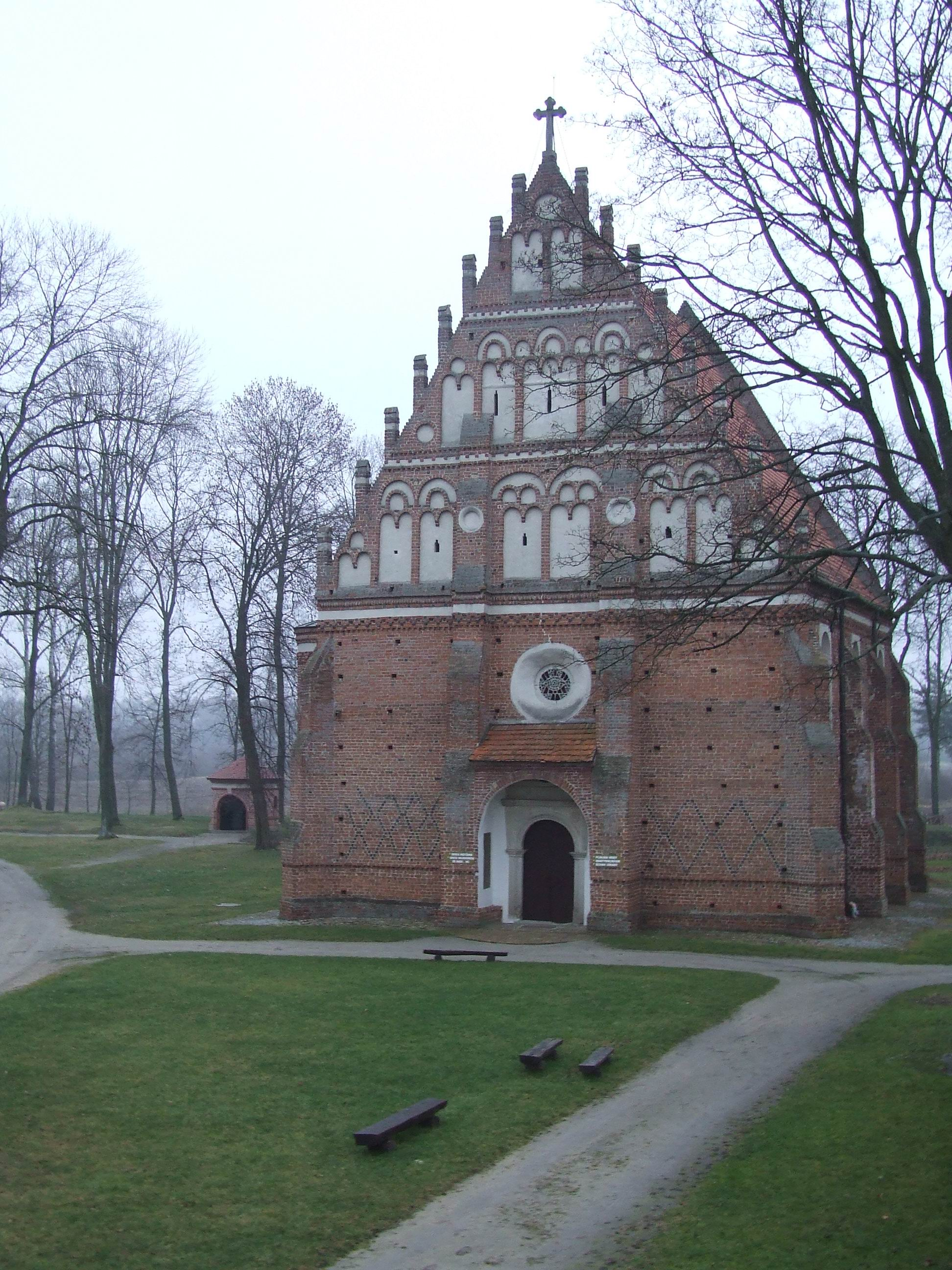
Колишня православна замкова церква 1530 року, нині римо-католицький костел св. Духа

Перші згадки про Кодень походять з XVI століття, але відомо, що вже в XV столітті тут був водяний млин. 1404 року вперше згадується православна церква в селі. Під кінець XV ст. воєвода троцький і маршалок Іван Сапіга, син Семена Сапіги, отримав Кодень з прилеглими територіями, і, користуючись прихильністю короля Сигізмунда Старого, отримав у 1511 році привілей на закладання міста Кодень. Окрім цього, населеному пункту було надане магдебурзьке право, право проводити тижневі торги та три ярмарки на рік. Користуючись цим, Сапіга призначив себе бурмістром, взявши на допомогу собі трьох радників. Іван Сапіга або його син Павло збудував замковий комплекс із каплицею, оточений муром, про який вперше стало відомо в 1530 році. Він також побудував для коденських міщан парафіяльну православну церкву Святого архистратига Михаїла. Між містом та замковою горою було побудовано річковий порт.
У 1518 році в Кодені було утворено римо-католицьку парафію. У 30-х роках XVII ст. Миколай Сапіга Побожний (Микола Пій Сапіга) збудував у місті ренесансний костел св. Анни. З 1631 року, після привезення М. П. Сапігою з Риму викраденого образу (див. Матері Божої Коденської), що був копією іспанського образу Матері Божої з Ґвадалупе, місцевість набула популярності в паломників (ікона було поміщено в каплиці 15 вересня 1631 року).
У XVII та XVIII століттях Кодень набув розквіту, незважаючи на знищення костелу св. Анни шведами в 1657 році та пожежу 1680 року. У 1686 році костел був заново відкритий після реконструкції. 15 серпня 1723 року з ініціативи Яна Фридерика Сапіги єпископ луцький Стефан Богуслав Рупневський коронував образ, який до цього часу встиг прославитись своїми дивами. Це був третій образ, коронований на землях Речі Посполитої — після Ченстоховської та Тракайської Божої Матері.
У XVIII ст. Ельжбета з Браніцьких збудувала в околицях Коденя палац, що отримав назву Плаценція (пол. Placencja), який виконував представницькі функції. Згодом містом володіли представників Браницьких, Флеммінгів та князів Чорторийських.
Місто занепало під час наполеонівських воєн. Чергова пожежа відбулась у 1821 році, внаслідок неї базиліка зазнала значних руйнувань. Після закінчення січневого повстання, у якому мешканці міста брали активну участь, Кодень втратило права міста. 6 квітня 1875 року за наказом царя костел св. Анни змінено на церкву православну; ікону Матері Божої в серпні 1875 року було вивезено на Ясну Ґуру, звідки повернулася 4 вересня 1927 року.
За даними етнографічної експедиції 1869—1870 років під керівництвом Павла Чубинського, у селі переважно проживали греко-католики, які розмовляли українською мовою.

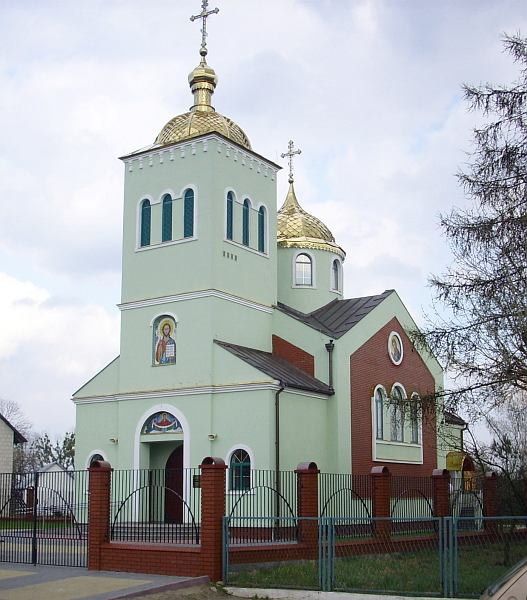
Сучасна православна церква Архангела Михаїла

У 1928—1932 роки польська адміністрація перетворила православну церкву св. Михайла на школу. За звітом польської поліції у 1935 році православна парафія Кодня налічувала 1400 вірян. У липні-серпні 1938 року польська влада в рамках великої акції руйнування українських храмів на Холмщині і Підляшші знищила місцеву православну церкву св. Миколая.
За німецької окупації у селі діяла делегатура Більського Українського допомогового комітету. У 1943 році в селі мешкало 628 українців та 1452 поляки. У 1945—1947 роках у районі Кодня діяла сотня УПА Івана Романечка («Володі»), що належала до тактичного відтинку «Данилів». У 1947 році в рамках операції «Вісла» польською армією із села було виселено 366 українців.
По закінченні Другої світової війни Кодень стає прикордонним населеним пунктом, спочатку на кордоні з Радянським Союзом, згодом — з Республікою Білорусь. У 1975—1998 роках село належало до Білопідляського воєводства.

## Населення
Демографічна структура станом на 31 березня 2011 року:
|          | Загалом | Допрацездатний вік | Працездатний вік | Постпрацездатний вік |
| -------- | ------- | ------------------ | ---------------- | -------------------- |
| Чоловіки | 834     | 184                | 567              | 83                   |
| Жінки    | 942     | 189                | 530              | 223                  |
| Разом    | 1776    | 373                | 1097             | 306                  |